# 雷德福德 (密蘇里州)
雷德福德（英語：Redford）是位於美國密蘇里州雷諾茲縣的非建制地區。

## 歷史
雷德福德的郵局自1890年營運至今。

## 地理
雷德福德所處的海拔為高於海平面213米（即699英呎），而該地所採用的時區為UTC-6，即北美中部時區（CST）。同時該地設有夏令時間，為UTC-6調快一小時，即UTC-5（CDT）。